# Chalinula rigida
Chalinula rigida är en svampdjursart som först beskrevs av Lendenfeld 1887.  Chalinula rigida ingår i släktet Chalinula och familjen Chalinidae. Inga underarter finns listade i Catalogue of Life.